# Molleton horticole

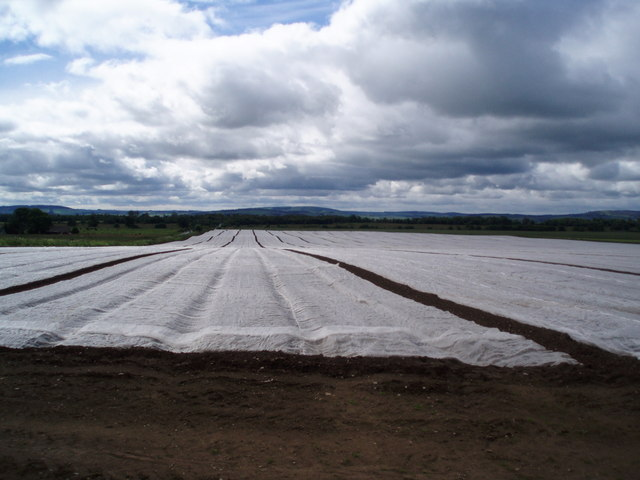
Champs recouverts de nappes de paillage au Royaume-Uni.

Une nappe de paillage, ou molleton horticole, est un textile non-tissé, mince, généralement en polypropylène, qui est utilisé en agriculture et horticulture comme paillis flottant ou voile d'hivernage.
Il sert à protéger les cultures précoces ou tardives, ou certaines plantes délicates, du froid et du gel, ainsi que des insectes ravageurs, au cours d'une saison de croissance normale. Il permet le passage de la lumière, de l'air et de l'eau de pluie, mais crée autour des plantes en cours de croissance un microclimat qui leur permet de croître plus rapidement que des cultures non protégées.

## Mise en place
Disponible en rouleaux de différentes largeurs, ce molleton est disposé sur le lit de semence après le semis ou sur les jeunes plantes. 
Les bords peuvent être piquetés dans le sol, ou tenus à l'aide de sacs emplis de terre ou d'autres objets pesants (si le site est petit, ou pas trop exposé aux vents) ou enterrés dans des tranchées. Ce matériau s'étire légèrement en cours d'utilisation, ce qui permet aux plantes de pousser.
Pour les plantes plus hautes, cultivées en lignes ou en blocs, un molleton robuste peut être utilisé pour créer des cloches de protection. 
Lorsqu'il est utilisé comme protection hivernale (voile d'hivernage), le molleton est enroulé autour des plantes délicates, ou fixé sur celles-ci, pour les protéger du gel et des vents froids.

## Utilisations
Le molleton horticole a de multiples utilisations, notamment les suivantes :
- allonger la saison de croissance des plantes potagères en permettant des semis précoces au printemps et une culture plus tardive en automne[1] ;
- endurcissement au froid des jeunes plants avant leur transplantation [1] ;
- protéger les cultures d'hiver, en permettant d'obtenir des produits plus tendres et plus savoureux que ceux des plantes non protégées[1] ;
- fournir un complément de chaleur supplémentaire aux plantes cultivées de rusticité limitée ;
- assurer une protection hivernale des plantes ornementales et des floraisons fruitières[3] ;
- assurer une protection contre des ravageurs tels que les pigeons[4], les lapins, la mouche de la carotte[5], la piéride de la rave et la piéride du chou, etc.[2], les altises, l'arpenteuse du chou (Trichoplusia ni), et de nombreux autres ravageurs des jardins.